# Pine Ridge (Carolina del Sur)
Pine Ridge es un lugar designado por el censo ubicado en el condado de Darlington en el estado estadounidense de Carolina del Sur. En el Censo de 2020 tenía una población de 807 habitantes y una densidad poblacional de 137,24 habitantes por km². Fue incluido como CDP en el censo de 2020.

## Geografía
Pine Ridge se encuentra ubicado en las coordenadas 34°23′41″N 80°9′47″O / 34.39472, -80.16306. Según la Oficina del Censo de los Estados Unidos,  tiene una superficie total de 5,88 km², de la cual 5,87 km² corresponden a tierra firme y 0,01 km² a agua.